# Stasimopus steynsburgensis
Stasimopus steynburgensis is een spinnensoort in de taxonomische indeling van de valdeurspinnen (Ctenizidae).
Het dier behoort tot het geslacht Stasimopus. De wetenschappelijke naam van de soort werd voor het eerst geldig gepubliceerd in 1915 door J. Hewitt.